# WTA Kyōto
Das WTA Kyōto (offiziell: Borden Classic) ist ein ehemaliges Damen-Tennisturnier der WTA Tour, das in der Stadt Kyōto, Japan, ausgetragen wurde.
Die Borden Classic fanden 1980 in Nagoya und von 1982 bis 1984 in Tokio statt.

## Siegerliste

### Einzel
| Jahr | Siegerin       | Finalgegnerin    | Ergebnis |
| ---- | -------------- | ---------------- | -------- |
| 1979 | Betsy Nagelsen | Naoko Satō       | 6:3, 6:4 |
| 1981 | Kathy Rinaldi  | Julie Harrington | 6:1, 7:5 |

### Doppel
| Jahr | Siegerinnen                            | Finalgegnerinnen               | Ergebnis |
| ---- | -------------------------------------- | ------------------------------ | -------- |
| 1979 | Chen Chuan Yu Liqiao                   | Sue Saliba Mary Sawyer         | 6:0, 7:6 |
| 1981 | Marianne van der Torre Nanette Schutte | Elizabeth Sayers Kim Steinmetz | 6:2, 6:4 |